# Raboso Veronese
Die Rotweinsorte Raboso Veronese ist eine autochthone Sorte Norditaliens. Der Name Veronese spielt dabei weniger auf die Provinz Verona als auf eine Person aus dieser Gegend, die sich um die Verbreitung der Sorte verdient machte, an. Ihr Anbau wird in den Provinzen Padua, Rovigo, Treviso und Vicenza sowie den Metropolitanstädten Bologna und Venedig empfohlen. Zugelassen ist sie ferner in den Provinzen Cremona, Verona, Ferrara und Modena sowie der ehemaligen Provinz Pordenone. In Italien wurde im Jahr 1999 eine bestockte Rebfläche von 700 Hektar erhoben, in Argentinien belief sich die Fläche auf knapp 100 Hektar. Raboso Veronese ist eine Varietät der Edlen Weinrebe (Vitis vinifera). Sie besitzt zwittrige Blüten und ist somit selbstfruchtend. Beim Weinbau wird der ökonomische Nachteil vermieden, keinen Ertrag liefernde, männliche Pflanzen anbauen zu müssen.
Die spätreifende Sorte ist wuchsstark und ertragskräftig. Die reinsortigen Rotweine sind von intensiv rubinroter Farbe, sind reich an Säure und Tanninen und verfügen über einen mittleren Alkoholgehalt. Der Wein findet reinsortig oder im Verschnitt Eingang im DOC Wein  Bagnoli di Sopra.
Siehe auch die Artikel Weinbau in Argentinien und Weinbau in Italien sowie die Liste von Rebsorten.

## Synonyme
Blauer Negron, Cecommenicolo, Cenerenta del Vicentino, Cenerina del Vogherese, Farinella, Farinello, Friulara, Negrar, Negretta del Veronese, Negron, Rabosa, Rabosa Veronese, Rabose de Verone, Raboso dei Verona, Raboso Friularo, Raboso Nero Veronese, Raboso Verones, Raboso Veronese Nero.

## Abkömmlinge
Zusammen mit der Rebsorte Merlot war die Raboso Veronese Elternpaar der Neuzüchtung Fertilia.